# Grönnäs västra
Grönnäs västra är en bebyggelse i Skepplanda socken i Ale kommun. Sedan 2020 avgränsar SCB här en småort, efter att den 2015 varit en del av småorten Grönnäs.